# Sefirin Kızı
Sefirin Kızı  (Angola/Moçambique: A Filha do Embaixador) é uma telenovela turca produzida pela NGM/O3 Medya e exibida pela Star TV de 16 de dezembro de 2019 a 11 de maio de 2021, estrelada por Engin Akyürek, Neslihan Atagül e Tuba Büyüküstün.

## Enredo
Sancar e Nare estão apaixonados desde a infância, embora seu pai de alto escalão seja categoricamente contra o relacionamento deles. Assim, os jovens decidem fugir e casar em segredo, quando a noiva desaparece repentinamente. Ele acredita que ela fugiu arrependida, mas na verdade foi o pai dela o responsável por isso. Anos depois, os jovens se encontram novamente. No entanto, Sancar está preparando seu casamento com outra garota. Nesse momento, há o debate entre o amor verdadeiro que não desaparece com o tempo e o ressentimento e as novas obrigações.

## Elenco
| Ator/Atriz             | Personagem     | Episódio |
| ---------------------- | -------------- | -------- |
| Engin Akyürek          | Sancar Efeoğlu | 1–52     |
| Neslihan Atagül        | Nare Çelebi    | 1–36     |
| Tuba Büyüküstün        | Mavi           | 37–52    |
| Beren Gençalp          | Melek Efeoğlu  | 1–52     |
| Gonca Cilasun          | Halise Efeoğlu | 1–52     |
| Doğukan Polat          | Yahya Efeoğlu  | 1–52     |
| Hivda Zizan Alp        | Elvan Efeoğlu  | 1–52     |
| Cemre Öktem            | Zehra Efeoğlu  | 1–52     |
| Zerrin Sümer           | Feride Efeoğlu | 26-36    |
| Edip Tepeli            | Kavruk Ömer    | 1–52     |
| Uraz Kaygılaroğlu      | Gediz Işıklı   | 1–37     |
| Özlem Çakar Yalçınkaya | Refika Işıklı  | 1–41     |
| Esra Kızıldoğan        | Müge Işıklı    | 1–52     |
| Sami Aksu              | Necdet Yılmaz  | 1–52     |
| Tülin Yazkan           | Menekşe Yılmaz | 1–35     |
| Nilüfer Kılıçarslan    | Atike Yılmaz   | 1-35     |
| Yagmur Baskurt         | Gülsiye        | 1-52     |
| İlayda Ildır           | Dudu           | 3–52     |
| Duygu Karaca           | Eşe            | 1-34     |
| Erdal Küçükkömürcü     | Güven Çelebi   | 1–52     |
| Bülent Şakrak          | Kahraman Boz   | 12–40    |
| Gözde Çığacı           | Ceylan         | 17–40    |
| Erhan Alpay            | Akın Baydar    | 1–26     |
| Deniz Işın             | Sahra Yalçın   | 27–34    |
| Furkan Aksoy           | Loki           | 7–29     |
| Ferit Aktuğ            | Bora           | 39-52    |
| Şafak Başkaya          | Sedat          | 42-52    |